# Charles I de Bourbon-Vandôme
Charles I de Bourbon-Vandôme (Ferté-sous-Jouare, 22 de setembro de 1523 - Fontenay le Comte, 9 de maio de 1590), foi um cardeal do século XVII.

## Nascimento
Nasceu em Ferté-sous-Jouare em 22 de setembro de 1523. Quinto filho de Carlos IV de Bourbon, duque de Vendôme, e de Françoise d'Alençon, duquesa de Beaumont. Irmão mais novo de Antoine de Bourbon, rei de Navarra, pai do futuro rei Henrique IV da França. Sobrinho-neto do Cardeal Carlos I de Bourbon (1476). Sobrinho do Cardeal Luís II de Bourbon de Vendôme (1517). Tio do Cardeal Carlos III de Bourbon de Vendôme (1583). Outro cardeal da família foi Louis de Vendôme (1667).

## Educação
(Nenhuma informação encontrada).

## Juventude
Clérigo de Meaux. Teve um filho ilegítimo, Nicolas Poulain. Abade comendador de mais de vinte abadias; esta acumulação de benefícios fez dele um dos príncipes mais ricos da Europa.

## Ordens sagradas
Recebeu o subdiaconato.

## Episcopado
Eleito bispo de Nevers em 5 de julho de 1540; renunciou ao governo da Sé em 5 de maio de 1546. Consagrado (nenhuma informação encontrada). Transferido para a sé de Saintes, mantendo a sé de Nevers, 23 de janeiro de 1544; renunciou ao governo da Sé de Saintes em 19 de março de 1550.

## Cardinalato
Criado cardeal diácono no consistório de 9 de janeiro de 1548; recebeu o barrete vermelho e a diaconia de S. Sisto, título declarado diaconia pro illa vice , 25 de fevereiro de 1549. Participou do conclave de 1549-1550 , que elegeu o Papa Júlio III. Abade comendador de Saint-Ouen de Rouen. Administrador da Sé de Carcassonne, 9 de março de 1550 a 15 de dezembro de 1553; e novamente, 4 de outubro de 1565 até 1567. Promovido à sé metropolitana de Rouen, 3 de outubro de 1550. Nomeado tenente-general do governo de Paris e Ile-de-France em 1551. Participou do primeiro conclave de 1555 , que eleito Papa Marcelo II. Participou do segundo conclave de 1555, que elegeu o Papa Paulo IV. Abade comendador de Corbie de 1557. Não participou do conclave de 1559 , que elegeu o Papa Pio IV. Optou pelo título de S. Crisogono, 15 de janeiro de 1561. Participou do colóquio de Poissy, 1561. Abade comendador de Saint-Germain des Prés a partir de 1562. Participou dos États généraux de Orléans e Rouen. Acompanhou o rei Carlos IX em uma viagem a Bayonne em 1565. Legado em Avignon, 1565; participou do seu conselho provincial, 1569. Não participou do conclave de 1565-1566, que elegeu o Papa Pio V. Administrador da Sé de Beauvais, 26 de agosto de 1569; a sé carregava os títulos de conde e par do Reino da França; renunciou à administração, em 24 de agosto de 1575. Não participou do conclave de 1572 , que elegeu o Papa Gregório XIII. Abade comendador de Saint-Pierre de Jumièges a partir de 1574. Presidiu a Assemblée Générale du Clergé de France em Melun, 1580. Não participou do conclave de 1585 , que elegeu o Papa Sisto V. Em 1588, na segunda assembleia do État Générale em Blois, o rei Henrique III, ao saber que o cardeal estava envolvido com o partido da Liga, e temendo ser útil contra ele, colocou o cardeal em cativeiro inicialmente em Tours e depois em Fontenay-le-Comte em Poitou. O rei Henrique III foi assassinado em 1589. Imediatamente o duque de Mayenne proclamou o cardeal de Bourbon rei da França, sob o nome de Carlos X (2). Foi a melhor escolha que a casa de Lorena pôde fazer para poupar tempo e preparar-se, à sombra deste fantasma da realeza, para colocar um dos seus membros no trono francês, já que o rei de Navarra, o mais velho do ramo dos Bourbons e herdeiro do ramo de Valois, foi excluído pelo seu protestantismo. Na ordem natural de sucessão, o cardeal veio depois do sobrinho, que não tinha filhos; este meio-termo poderia assim ganhar com a Liga aqueles católicos que, embora temessem o advento ao trono de um príncipe protestante, não queriam um rei que não fosse legítimo. Os Lorenas, com o favor do nome de Carlos X, poderiam assim continuar a minar o poder dos Béarnais e a preparar o advento da sua casa. Em 5 de março de 1590, o Parlamento proferiu uma sentença, em que reconheceu Carlos X como verdadeiro e legítimo rei da França. Consequentemente, a Liga gravou um selo e moedas com a efígie do suposto rei Carlos X; alguém até falou em obter uma isenção papal para permitir que este prelado de sessenta e seis anos se casasse com a viúva do duque de Guise. Durante esse período, o cardeal sofreu com o cascalho de sua prisão de Fontenay, que o duque de Mayenne nem por um momento pensou em abrir para ele. Ele temia também este projeto de casamento, que teria beneficiado apenas os filhos de seu irmão que ele queria que o velho cardeal adotasse, para que o mais velho se tornasse o sucessor. Parece que o cardeal, longe de aprovar tudo o que estava sendo feito em seu nome, endereçou uma carta a Henrique IV reconhecendo-o como seu rei legítimo. No meio desta luta de ambições, o rei da Liga morreu em sua prisão. Os chefes da Liga, não querendo reconhecer Henrique IV e não ousando declarar-se entre o rei de Espanha e os Guises, continuaram a registar o nome do cardeal nas moedas após a sua morte. Em 1594, ano da entrada do rei Henrique IV, o mesmo Parlamento que proclamou Carlos X proferiu outro julgamento solene contra a realeza deste príncipe. Foi ordenado que seu nome fosse retirado de todos os registros e atos públicos onde estivesse registrado. o mesmo Parlamento que proclamou Carlos X proferiu outro julgamento solene contra a realeza deste príncipe. Foi ordenado que seu nome fosse retirado de todos os registros e atos públicos onde estivesse registrado. o mesmo Parlamento que proclamou Carlos X proferiu outro julgamento solene contra a realeza deste príncipe. Foi ordenado que seu nome fosse retirado de todos os registros e atos públicos onde estivesse registrado.

## Morte
Morreu em Fontenay le Comte em 9 de maio de 1590, na prisão de Fontenay le Comte. Sepultado no mosteiro cartuxo de Gaillon que fundou. Em 1764, um incêndio destruiu o mosteiro e embora as suas cinzas tenham sido novamente enterradas em Gaillon, uma vez reconstruído o mosteiro, foi novamente destruído durante a Revolução Francesa. Sua laje sepulcral de mármore está agora na igreja de Saint-Georges de Aubevoye.